# W. S. Gilbert
Sir William Schwenck Gilbert (18. listopadu 1836, Londýn – 29. května 1911, Londýn) byl anglický dramatik, libretista, básník a ilustrátor známý zejména díky svým komickým operám zkomponovaným ve spolupráci se skladatelem Arthurem Sullivanem (viz Gilbert a Sullivan). Mezi nejznámější patří zejména HMS Pinafore, The Pirates of Penzance a The Mikado. Mezi jeho dílo patří také známé Bab Ballads, rozsáhlá sbírka poezie doprovázená vlastními komickými ilustracemi. Za celý svůj život vytvořil přes 75 her a libret, množství příběhů, básní či nových anglických slovních spojení, které se používají dodnes, a svými hrami a realistickým stylem inspiroval množství jiných dramatiků, včetně Oscara Wilda nebo George Bernarda Shawa.